# Landkreis Marienbad

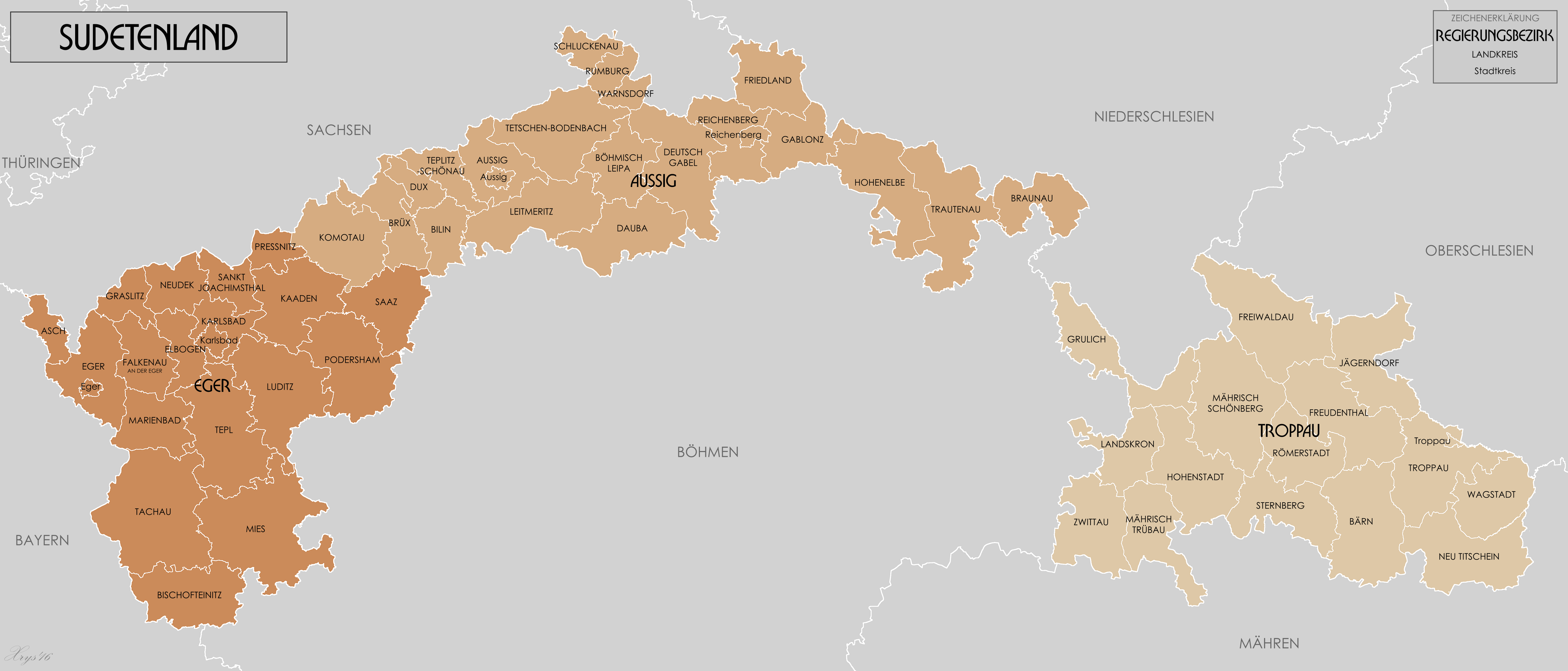
Verwaltungskarte des Reichsgaus Sudetenland

Der deutsche Landkreis Marienbad bestand in der Zeit zwischen 1938 und 1945. Er umfasste am 1. Januar 1945:
- 4 Städte (Einsiedl, Bad Königswart, Marienbad, Sangerberg)
- 38 weitere Gemeinden.

Am 1. Dezember 1930 hatte das Gebiet des Landkreises Marienbad 34.763 Einwohner. Am 17. Mai 1939 waren es 33.692 und am 22. Mai 1947 umfasste es 16.723 Bewohner.

## Verwaltungsgeschichte

### Tschechoslowakei / Deutsche Besatzung
Vor dem Münchner Abkommen vom 29. September 1938 gehörte der politische Bezirk Mariánské Lázně zur Tschechoslowakei.
In der Zeit vom 1. bis 10. Oktober 1938 besetzten deutsche Truppen das Sudetenland. Der politische Bezirk Mariánské Lázně trug fortan die frühere deutsch-österreichische Bezeichnung Marienbad. Er umfasste den Gerichtsbezirk Marienbad. Seit dem 20. November 1938 führte der politische Bezirk Marienbad die Bezeichnung „Landkreis“. Er unterstand bis zu diesem Tage dem Oberbefehlshaber des Heeres, Generaloberst Walther von Brauchitsch, als Militärverwaltungschef.

### Deutsches Reich
Am 21. November 1938 wurde das Gebiet des Landkreises Marienbad förmlich in das Deutsche Reich eingegliedert und kam zum Verwaltungsbezirk der Sudetendeutschen Gebiete unter dem Reichskommissar Konrad Henlein.
Sitz der Kreisverwaltung wurde die Stadt Marienbad.
Ab dem 15. April 1939 galt das Gesetz über den Aufbau der Verwaltung im Reichsgau Sudetenland (Sudetengaugesetz). Danach kam der Landkreis Marienbad zum Reichsgau Sudetenland und wurde dem neuen Regierungsbezirk Eger mit dem Sitz der Regierungspräsidenten in Karlsbad zugeteilt.
Zum 1. Mai 1939 wurde eine Neugliederung der teilweise zerschnittenen Kreise im Sudetenland verfügt. Danach blieb der Landkreis Marienbad in seinen bisherigen Grenzen erhalten. Aus dem Landkreis Plan wurde ihm die Gemeinde Dürrmaul eingegliedert.

### Tschechoslowakei / Tschechische Republik
Seit dem Jahr 1945 gehörte das Gebiet bis zu ihrer Auflösung zur Tschechoslowakei, die Deutschen wurden aufgrund der Beneš-Dekrete vertrieben. Heute ist es ein Teil der Tschechischen Republik.

## Landräte
1939–9999: Simon Meißner
1939–1945: Walther Sundermeyer (1900–1977)

## Kommunalverfassung
Bereits am Tag vor der förmlichen Eingliederung in das Deutsche Reich, nämlich am 20. November 1938, wurden alle Gemeinden der Deutschen Gemeindeordnung vom 30. Januar 1935 unterstellt, welche die Durchsetzung des Führerprinzips auf Gemeindeebene vorsah. Es galten fortan die im bisherigen Reichsgebiet üblichen Bezeichnungen, nämlich statt:
- Ortsgemeinde: Gemeinde,
- Marktgemeinde: Markt,
- Stadtgemeinde: Stadt,
- Politischer Bezirk: Landkreis.

## Ortsnamen
Die bisherigen Ortsnamen galten weiter, und zwar in der deutsch-österreichischen Fassung von 1918.
Im Jahr 1941 wurde die Gemeinde Auschowitz in die Stadt Marienbad eingegliedert. 1942 erfolgte der Zusammenschluss der Stadt Unter Sandau und der Gemeinden Ober Sandau und Zeidlweid zur neuen Gemeinde Sandau (bei Marienbad).

## Städte und Gemeinden
- Abaschin
- Alt Wasser
- Amonsgrün
- Auschowitz
- Dürrmaul
- Einsiedl
- Grafengrün
- Groß Sichdichfür
- Habakladrau
- Hohendorf
- Hollowing
- Klein Schüttüber
- Klein Sichdichfür
- Klemensdorf
- Bad Königswart
- Königswarter Dreihacken
- Krottensee
- Kuttnau
- Lohhäuser
- Maiersgrün
- Marienbad
- Markusgrün
- Miltigau
- Ober Sandau[2]
- Perlsberg
- Pistau
- Rauschenbach
- Rockendorf
- Rojau
- Sandau
- Sangerberg
- Schanz
- Schönficht
- Schönthal
- Tachauer Dreihacken
- Tachauer Schmelzthal
- Tannaweg
- Teschau
- Unter Sandau[3]
- Wilkowitz
- Zeidlweid[4]